# Nilobezzia myrmedon
Nilobezzia myrmedon är en tvåvingeart som först beskrevs av Jean-Jacques Kieffer 1921.  Nilobezzia myrmedon ingår i släktet Nilobezzia och familjen svidknott.
Artens utbredningsområde är Taiwan. Inga underarter finns listade i Catalogue of Life.